# Imera Meridionale
Der Imera Meridionale (ital. für südlicher Imera) ist ein Fluss auf Sizilien. Mit einer Länge von 144 km ist er der längste Fluss der Insel. Er mündet bei Licata in die Straße von Sizilien, einen Teil des Mittelmeers.

## Verlauf
Der Fluss entsteht aus zwei Quellflüssen, die etwa 5 Kilometer entfernt voneinander in den Madonien südöstlich des Monte San Salvatore entspringen, der Imera Meridionale bei Petralia Sottana und der Salso östlich davon bei Petralia Soprana. Beide Flüsse fließen im Wesentlichen nach Süden und vereinigen sich nach etwa 30 Kilometern nordöstlich von Villarosa. Der vereinigte Fluss wird sowohl Imera Meridionale als auch Salso genannt. Er fließt weiter im Wesentlichen nach Süden bis zu seiner Mündung bei Licata.

## Geschichte
In der Antike wurde der Fluss ebenso wie der Imera Settentrionale (nördlicher Imera) von den Griechen Himeras genannt. 
Im Jahre 310 v. Chr. fand in der Nähe des heutigen Licata die Schlacht am Himeras statt, bei der Agathokles von Syrakus gegen die Karthager unterlag.
Vom Mittelalter bis  1818 bildete der Imera Meridionale gemeinsam mit dem  Imera Settentrionale eine Grenze zwischen den drei wohl bereits zur Zeit der arabischen Vorherrschaft über Sizilien entstandenen Verwaltungseinheiten des späteren Königreichs Sizilien: Val di Mazara im Westen und Val Demone und Val di Noto im Osten.